# Ruellia macrosolen
Ruellia macrosolen är en akantusväxtart som beskrevs av Miguel Lillo och C. Ezcurra. Ruellia macrosolen ingår i släktet Ruellia och familjen akantusväxter. Inga underarter finns listade i Catalogue of Life.